# Inocybe infida
Inocybe infida är en svampart som först beskrevs av Peck, och fick sitt nu gällande namn av George Edward Massee 1910. Inocybe infida ingår i släktet Inocybe och familjen Inocybaceae.   Inga underarter finns listade i Catalogue of Life.